# Engelsburg-Gymnasium
Das Engelsburg-Gymnasium in Kassel ist ein privates christliches Gymnasium in Trägerschaft der Schwestern der hl. Maria Magdalena Postel.

## Geschichte
1892 gründeten die Schwestern der hl. Maria Magdalena Postel in Kassel ein katholisches Mädchengymnasium der Klassenstufen 1 bis 10. Auf Bitten jüdischer Eltern wurden 1935 zum ersten Mal nicht-katholische Schülerinnen aufgenommen, da unter der nationalsozialistischen Regierung jüdische Schülerinnen von anderen Schulen verwiesen wurden. Vier Jahre darauf, 1939, schloss die Regierung die Schule. Am 22. Oktober 1943 wurde das Schulgebäude am Ständeplatz bei britischen Bombenangriffen auf Kassel zerstört.
Das Engelsburg-Gymnasium wurde 1947 mit den Klassen 5 bis 10 wiedereröffnet und 1951 als Ausbildungsschule für Referendare anerkannt. Vier Jahre später, 1955, wurde die Engelsburg zum staatlich anerkannten Gymnasium. Noch im selben Jahr fand die erste Abiturprüfung statt. Seit 1979 nimmt die Schule Jungen auf.
Seit 2000 war auch ein Schulabschluss nach nur acht Jahren im Gymnasium möglich (G8-Zweig), nach 2005 war er Pflicht. 2020 wird der G8-Zweig nicht mehr angeboten.

## Schulgebäude

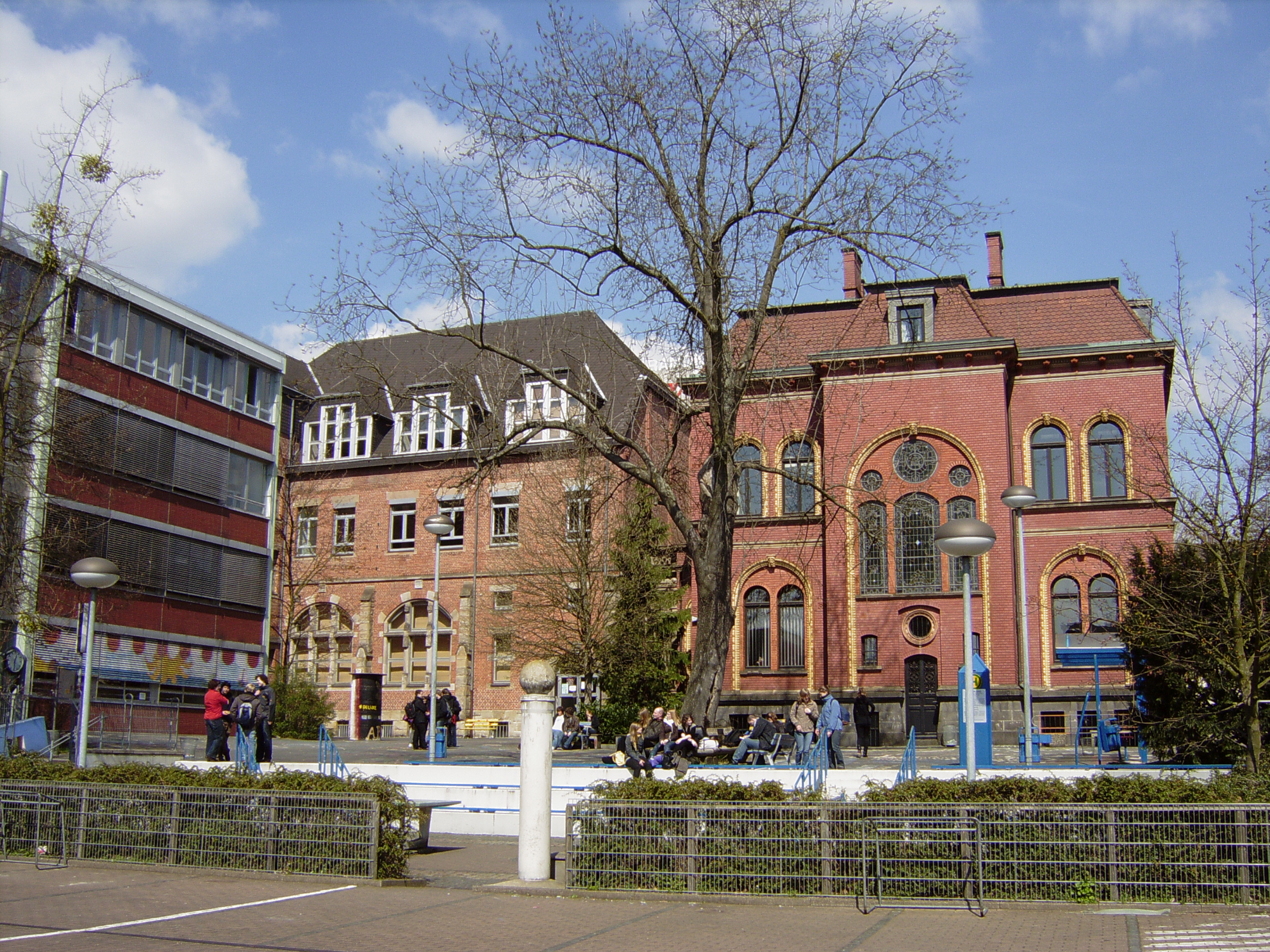
Die Schulgebäude der Engelsburg

Der wöchentliche Gottesdienst findet nach Jahrgangsstufen getrennt in umliegenden Kirchen Kassels und in der Aula der Schule statt. Ab der Jahrgangsstufe 9 ist die Teilnahme am ökumenischen Gottesdienst nicht mehr verpflichtend. Die Ordensschwestern ziehen sich zum Gebet in die Kapelle zurück.
In der Schule gibt es zwei Sporthallen. In der kleinen Sporthalle befinden sich Fitness-Geräte, die größere liegt eine Etage höher. Für einige Klassen findet der Sportunterricht in der Polizeisporthalle der Stadt Kassel oder im Freien auf der Hessenkampfbahn in der Karlsaue (bei entsprechendem Wetter) statt. Im Hauptgebäude befinden sich die Klassenräume der 5. und 6. Klasse sowie das Lehrerzimmer und das Sekretariat. Chemie-, Biologie- und Physikräume finden sich im Naturwissenschaftstrakt, der ebenfalls Teil des Hauptgebäudes ist.
Der Seitenflügel oder auch „Siemens-Gebäude“ hat seinen Namen vom Vorbesitzer des Gebäudes, der Siemens AG. Das Gebäude hat vier Stockwerke mit Klassenräumen und eine Tiefgarage für Lehrer. Im ersten Stock befindet sich eine Bibliothek, in der Schüler auch an Computern Internetrecherchen durchführen können, und Werkräume. Im Seitenflügel sind die Klassenräume der Klassen 7–9 untergebracht. Der Altbau beinhaltet die beiden Musikräume und einige Klassenräume für die Oberstufe. In der Aula finden größere Veranstaltungen, Theatervorstellungen und Gottesdienste statt.
Das sogenannte Rote Palais ist ausschließlich für Oberstufenschüler vorgesehen. Hier befinden sich einige Klassenräume der Oberstufe und im Keller eine Lagerstätte für einige tausend Bücher.
Zudem gibt es noch zwei Aufenthaltsräume und einen Stillarbeitsraum. Der Aufenthaltsraum befindet sich im Hauptgebäude und ist für jedermann zugänglich. Der Stillarbeitsraum gehört zur Schülerbibliothek und soll dazu dienen, Hausaufgaben zu machen, Bücher aus der Bibliothek zu lesen, Referate vorzubereiten etc. Der zweite Aufenthaltsraum ist die „Gruft“, ein Aufenthaltsraum für die Schüler der Oberstufe. Er befindet sich im Keller des Roten Palais.
Außerdem verfügt die Schule auf dem Schulhof über eine Sprunggrube, zwei Tischtennisplatten, einen Basketballplatz und zwei Fußballfelder.

## Schulleiter
- 1892–1918: Dorothea Pohlschröder
- 1918–1923: Maria Ida Vagedes
- 1923–1939: Clementia Hebenstreit
- 1947–1953: Maria Gabriele Schütte
- 1953–1971: Maria Melusa Kärnbach
- 1971–1973: Lothar Rudolph
- 1973–1990: Maria Barbara Schneiders
- 1990–2006: Maria Ignatia Langela
- 2006–2018: Dieter Sommer
- seit 2018: Thorsten Prinz

## Bekannte Lehrer
- Ralf Miggelbrink, 1989–1999 Studienrat, danach Professor für Systematische Theologie an der Universität Duisburg-Essen

## Bekannte Schüler
- Katrin Heesch (* 1973), Künstlerin in Weimar
- Micha Klapp (* 1979), Juristin, Gewerkschafterin, Staatssekretärin in Berlin
- Francis Bugri (* 1980), Fußballspieler
- York-Fabian Raabe (* 1979), Filmregisseur, Drehbuchautor und Filmproduzent
- Dennis Wagner (* 1997), Schachspieler

## Partnerschulen
Die Engelsburg arbeitet in enger Zusammenarbeit mit vielen verschiedenen Schulen weltweit zusammen. Mit den Partnerschulen werden jährliche Austauschprogramme organisiert.
- Frankreich: Françoise Cabrini Ensemble Scolaire, Noisy-Le-Grand (Paris)
- Vereinigte Staaten: Stony Point High School, (Round Rock)
- Tschechien: Gymnasium Řečkovice (Brno)
- Frankreich: Collège & Lycée Lasalle-St Charles (Saint-Pierre, La Réunion)
- Australien: Kenmore State High School (Brisbane)

## Umwelteinsatz
Als Kassels einzige Schule bietet die Engelsburg eine Solar-AG. Diese gründete sich 2006. Im April 2009 wurde die Solaranlage erweitert – finanziert durch Spenden und Aktionen, die von der Solar AG organisiert wurden. So wurden beispielsweise Anteilscheine verkauft, mit denen sich Schüler oder Eltern an der Erweiterung der Solaranlage beteiligen konnten.
Seit Freitag, dem 15. Mai 2009 befindet sich über dem Haupteingang eine Anzeigetafel, welche die Tages- und Gesamtleistung der Solaranlage, sowie die CO2-Einsparung in Kilogramm anzeigt.